# Sarcosomataceae
Famille
Les Sarcosomataceae sont une famille de champignons de l'ordre des Pezizales. Selon une estimation faite en 2008, la famille contient 10 genres et 57 espèces. La plupart des espèces se trouvent dans les zones tempérées et sont habituellement saprophytes sur bois pourris ou enterrés.

## Genres
- Conoplea
- Donadinia
- Galiella
- Korfiella
- Plectania
- Pseudoplectania
- Sarcosoma
- Selenaspora
- Strumella
- Urnula